# Cantó de Nomeny
El cantó de Nomeny és un cantó francès del departament de Meurthe i Mosel·la, situat al districte de Nancy. Té 25 municipis i el cap és Nomeny.

## Municipis
- Abaucourt
- Armaucourt
- Arraye-et-Han
- Belleau
- Bey-sur-Seille
- Bratte
- Chenicourt
- Clémery
- Éply
- Faulx
- Jeandelaincourt
- Lanfroicourt
- Létricourt
- Leyr
- Mailly-sur-Seille
- Malleloy
- Moivrons
- Montenoy
- Nomeny
- Phlin
- Raucourt
- Rouves
- Sivry
- Thézey-Saint-Martin
- Villers-lès-Moivrons

## Història
| Data d'elecció                           | Identitat        | Partit        | Qualitat |
| ---------------------------------------- | ---------------- | ------------- | -------- |
| 1945-1955                                | Louis Marin      | CNIP          |          |
| 1955-1967                                | Georges Houdelot | Divers droite |          |
| 1967-1974                                | Abel Simard      | Centrista     |          |
| 1974-1992                                | Louis Koenig     | UDF           |          |
| 1992-1998                                | Roland Mentré    | Divers droite |          |
| 1998-2011                                | Bernard Leclerc  | PS            |          |
| 2011-                                    | Antony Caps      | PRG           |          |
| les dades anteriors no són pas conegudes |                  |               |          |
|                                          |                  |               |          |

## Demografia
| A partir de 1990: Població sense dobles comptes |